# Aileen Riggin

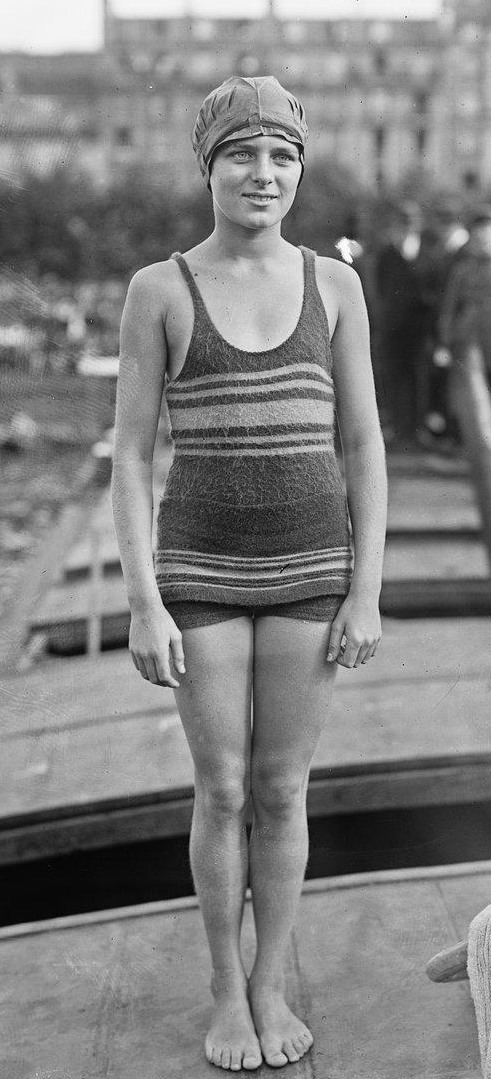
Aileen Riggin, 1920

Aileen Riggin (* 2. Mai 1906 in Newport, Rhode Island; † 19. Oktober 2002 in Honolulu) war eine amerikanische Wasserspringerin und Schwimmerin. Sie nahm an zwei Olympischen Spielen teil und gewann den ersten olympischen Titel für Frauen im Kunstspringen.

## Karriere
Aileen Riggin nahm im Alter von 14 Jahren an den Olympischen Sommerspielen 1920 in Antwerpen teil. Sie startete dort in beiden Wettbewerben des Wasserspringens. Im Kunstspringen vom Ein- und Drei-Meter-Brett wurde sie Erste und gewann damit vor ihren Landsfrauen Helen Wainwright und Thelma Payne die Goldmedaille. Damit war sie die jüngste Olympiasiegerin, bis sie 1936 von der ebenfalls aus den Vereinigten Staaten stammenden Marjorie Gestring abgelöst wurde. Im Wettbewerb vom Vier- und Acht-Meter-Turm platzierte sich Riggin auf Rang fünf. Vier Jahre später, bei den Olympischen Sommerspielen 1924 in Paris, trat Riggin im Wettbewerb vom Drei-Meter-Brett an und gewann hinter der Amerikanerin Betty Becker die Silbermedaille. Zudem startete sie in den Schwimmwettbewerben über 100 Meter Rücken. Das zweite Halbfinale passierte sie mit einer Zeit von 1:29,6 Minuten als Erste, im Finale erreichte sie mit 1:28,2 Minuten den dritten Platz und gewann damit die Bronzemedaille.
1926 zog Aileen Riggin sich aus dem Amateursport zurück und wurde Profi. Sie tourte mit Shows über verschiedene Ausstellungen. Zudem war sie Darstellerin in Unterwasserfilmen und in den ersten Zeitlupenaufnahmen von Sprüngen. Riggin spielte daneben in mehreren Hollywood-Filmen und wurde eine erfolgreiche Journalistin.